# Christel Kuball
Christel Kuball (* 10. Dezember 1876 in Hamburg; † 9. September 1950 in Tötensen) war ein deutscher Kunstverglaser.

## Leben
Christel Kuball wurde als zweiter Sohn des aus Lüchow im südlichen Wendland stammenden Glasermeisters Friedrich Wilhelm Christoph Kuball (* 11. Juli 1835; † 4. April 1900 in Hamburg) geboren.
Er ging von 1891 bis 1894 bei Ferdinand Müller in Quedlinburg in die Lehre und arbeitete anschließend bei verschiedenen Glaskünstlern in der Schweiz, in Frankfurt am Main und in München. Er besuchte von 1895 bis 1899 die Königliche Kunstgewerbeschule München und die Akademie der Bildenden Künste München. Danach trat er im Jahr 1900 in die väterliche Firma in Hamburg ein.
Er war seit etwa 1904 mit Clara Jungnickel (* 17. November 1879; † 10. September 1962) verheiratet. Sie hatten neben dem Sohn Carl-Heinz (* 31. August 1909; † 20. April 1994) und der Tochter Ruth (* 31. August 1915; † 18. Januar 1999) noch zwei früh gestorbene Söhne.

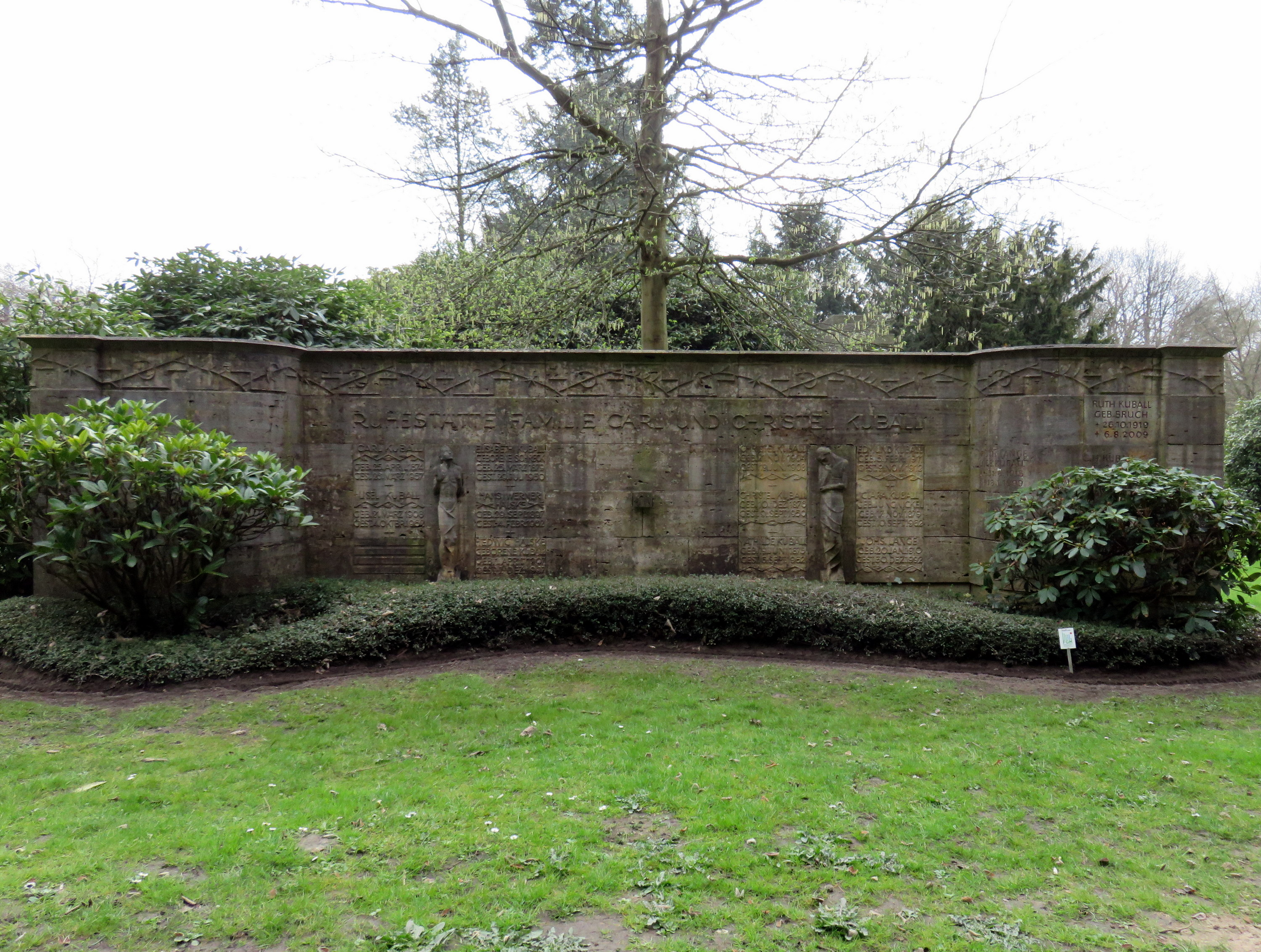
Grabmal der Familie Kuball auf dem Friedhof Ohlsdorf

Er starb nach kurzer Krankheit im Alter von 73 Jahren in Tötensen, wohin er privat um das Jahr 1938 gezogen war. Er wurde auf dem Friedhof in Hamburg-Ohlsdorf  in der „RUHESTÄTTE FAMILIE CARL UND CHRISTEL KUBALL“ querab vom Cordes-Brunnen (Cordesallee) beigesetzt (Grablage: O 9, 31-40). Die vom Bildhauer Richard Kuöhl vermutlich im Jahr 1925 geschaffene fast 7 Meter lange und 2,5 Meter hohe Grabwand aus ockergelbem Kalkstein mit expressionistisch geschmückten Ranken entlang der gesamten Oberkante enthält die Lebensdaten der gestorbenen Angehörigen der Familie Kuball.

## Fortführung des väterlichen Geschäfts
Christel Kuball führte zusammen mit seinem älteren Bruder Carl (* 25. April 1874 in Hamburg; † 26. März 1957) nach dem Tod des Vaters im Jahr 1900 den väterlichen Betrieb – nunmehr unter der Bezeichnung „Gebr. Kuball“ – fort. Während der Bruder Carl für den kaufmännischen und technischen Teil (Bauglaserei) zuständig war, übernahm Christel die künstlerische Aufgabe, nämlich die Entwürfe und die anschließenden Ausführungen der Glasmalereien (Kunstglaserei). Gebr. Kuball wurde in der Folgezeit mit der Verglasung zahlreicher neuer Hamburger Kontor- und Geschäftshäuser und im Schiffbau von der Firma Blohm + Voss  beauftragt. Daneben wurden viele Buntglasfenster für Sakralbauten nach Entwürfen Christel Kuballs angefertigt.
Ungefähr im Jahr 1936 erfolgte die Trennung, wonach Carl Kuball alleiniger Inhaber der Firma „Carl Kuball“ und Christel Kuball alleiniger Inhaber der Firma „Gebr. Kuball“ wurden. Das Firmengebäude in der Breitestraße 20, Hamburg-Altstadt, wurde im Jahr 1943 bei einem Bombenangriff  vollständig zerstört. Christel Kuballs Sohn Carl-Heinz übernahm 1950 den väterlichen Betrieb „Gebr. Kuball“.

## Werke
Christel Kuball hat vornehmlich Kirchenfenster, aber auch Fenster für Friedhofskapellen, Rathäuser, öffentliche Gebäude, Kontor- und Geschäftshäuser sowie für Privatpersonen entworfen und von Gebr. Kuball ausführen lassen. Daneben hat er auch Bilder gemalt. Ein Werkverzeichnis der von Christel Kuball geschaffenen glaskünstlerischen Arbeiten ist nicht vorhanden.
Kirchenfenster für Kirchen in Hamburg: St. Annenkirche (Hamburg-Altstadt), St. Johannis (Hamburg-Eppendorf), Hauptkirche Sankt Katharinen (Hamburg), Matthäuskirche (Hamburg), Hauptkirche Sankt Michaelis (Hamburg), Gnadenkirche (Hamburg-St. Pauli), Maria Magdalena (Hamburg-Moorburg), Versöhnungskirche (Hamburg-Eilbek), Auferstehungskirche (Hamburg-Barmbek), Heilandskirche (Hamburg-Uhlenhorst), Hauptkirche Sankt Jacobi (Hamburg), Bugenhagenkirche (Hamburg-Barmbek), Osterkirche (Hamburg-Ottensen), Immanuelkirche (Hamburg-Veddel), Elisabethkirche (Hamburg-Eidelstedt) und Martinskirche (Hamburg-Horn).
Kirchenfenster für Kirchen außerhalb Hamburgs: St. Johannis (Lüchow), St. Johannis (Dahlenburg), Christuskirche (Tsingtau/China), Bürgermeister-Smidt-Gedächtniskirche (Bremerhaven), Secundus-Kirche (Hennstedt/Kreis Dithmarschen), Stadtkirche Kirchhain, Heilig-Geist-Kirche (Wohltorf), St. Michael-Kirche (Stelle), St. Cyriacus (Kellinghusen), Christ Church United Methodist (New York), Martin-Luther-Kirche (Trittau), Dorfkirche Zehna, St. Matthäi (Lübeck), Kirche Klein Wesenberg, Kirche (Wedel).
Friedhofskapellen in Elmshorn, Hamburg-Bergedorf, Hamburg-Flottbek, Hamburg-Nienstedten, Krematorium Hamburg-Ohlsdorf, Schwerin, Hittfeld und Buchholz/Nordheide.
Fenster in Rathäusern in Emden, Hainichen, Malchin, Thorn (Pommern) und Hamburg-Harburg.
Fenster in öffentlichen Gebäuden, nämlich Universität Hamburg, Völkerkundemuseum, Lehrerinnenseminar (Hamburg-Hohe Weide), Kunstgewerbeschule (Hamburg-Lerchenfeld), Gelehrtenschule des Johanneums, Gewerbehaus Holstenwall 12, Städtisches Museum zu Thorn (Pommern), Rappolthaus (Hamburg), Klöpperhaus  (Hamburg), Mosaike im Hochhaus am Karl-Muck-Platz, Bücherei des Börsenvereins der deutschen Buchhändler, Hamburg, "Pelikan Apotheke Anno 1696, Hamburg-Altstadt, Hotel Reichshof Hamburg, Kaffee Hirte (Hamburg-Altona), Altonaer Volksbank e. G. m. b. H., Filiale Nienstedten, Feinkost Heimerdinger (Hamburg, Neuer Wall), Kreissparkasse Harburg, Café der „Brasiliansk Kaffe Kompagni“ in Kopenhagen, der Marburger Volksbank und der Ehrenhalle der Nationalsozialisten in Buchholz/Nordheide.

## Ausstellungen
Werke von Christel Kuball und „Gebr. Kuball“ wurden bei der Ausstellung des Kunstgewerbevereins zu Hamburg (1909/1910), in der Werkbundausstellung  am Rheinufer von Köln-Deutz (1914), in der  Ostseeausstellung in Malmö (1914), im Art Center, New York (1928) und in der Weihnachtsmesse für Norddeutsches Kunsthandwerk, Hamburg (1934) gezeigt.

## Auszeichnung
Christel Kuball wurde auf der Baufachausstellung in Leipzig im Jahr 1913 mit der Verleihung der „Goldenen Medaille“ (Ehrenpreis der Stadt Leipzig) für seine Bilder „Geburt Christi“, „Christus am Kreuz“, „Jünglingsalter“, „Mannesalter“ und „Greisenalter“ geehrt.